# Burni Genting Klaping
Burni Genting Klaping är ett berg i Indonesien.   Det ligger i provinsen Aceh, i den västra delen av landet, 1 600 km nordväst om huvudstaden Jakarta. Toppen på Burni Genting Klaping är 521 meter över havet.
Terrängen runt Burni Genting Klaping är kuperad söderut, men norrut är den bergig.Runt Burni Genting Klaping är det mycket glesbefolkat, med 4 invånare per kvadratkilometer. Omgivningarna runt Burni Genting Klaping är en mosaik av jordbruksmark och naturlig växtlighet.